# Helena Benitez

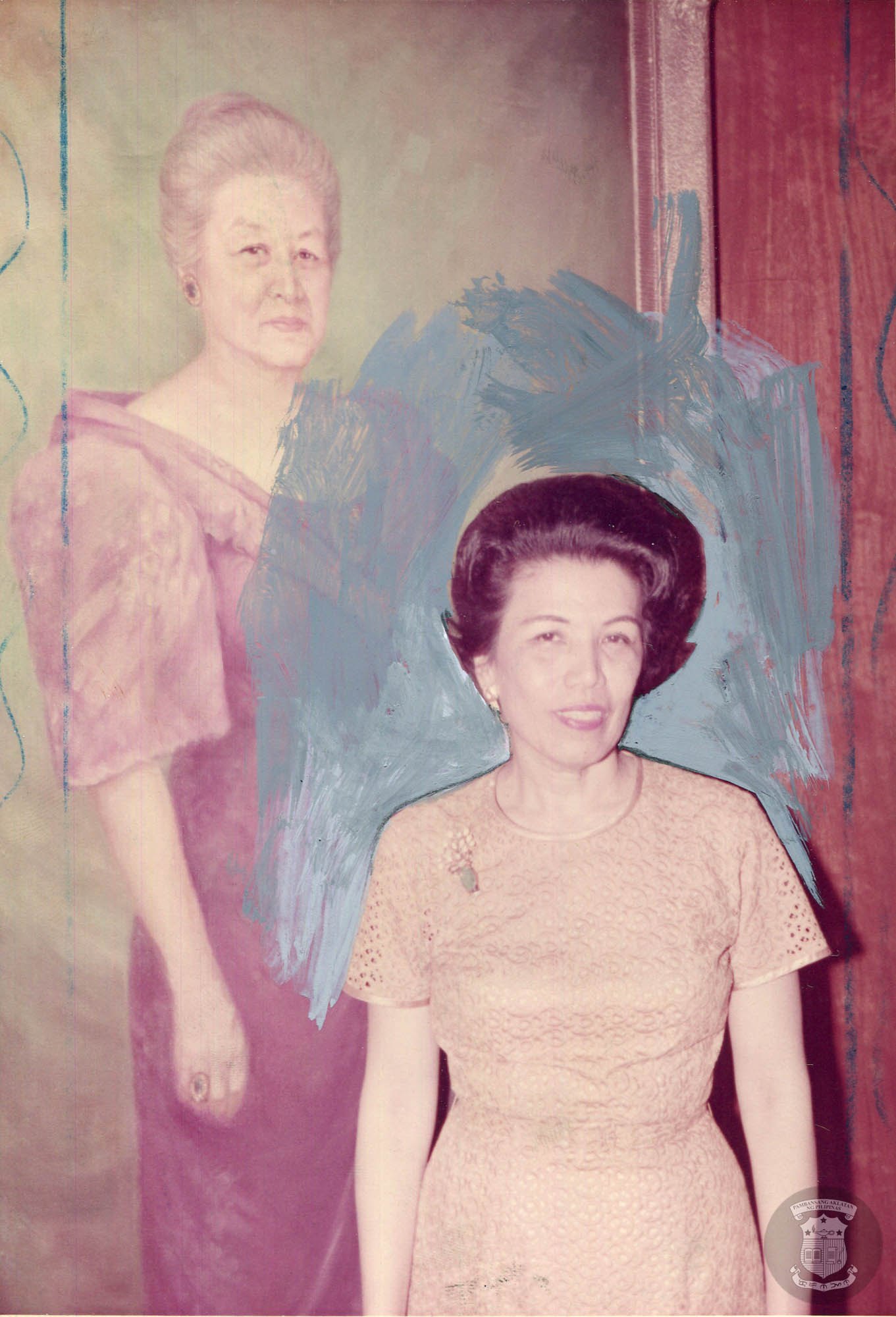
Helena Benitez

Helena Zoilo Benitez (Manilla, 27 juni 1914 – 14 juli 2016) was een Filipijns politica en universiteitsbestuurder. Ze was president van de Philippine Women's University, lid van de Filipijnse Senaat en lid van het Batasang Pambansa.

## Biografie
Helena Benitez werd geboren op 27 juni 1914 in de Filipijnse hoofdstad Manilla. Haar ouders waren Conrado Benitez, voormalig adviseur van president Manuel Quezon en decaan van de faculteit pedagogiek van de University of the Philippines en Francisca Tirona-Benitez, een van de oprichters en de eerste president van de Philippine Women's University (PWU). Ze behaalde een Bachelor of Arts en Bachelor of Science pedagogiek aan de door haar moeder opgerichte universiteit. Aansluitend vervolgde ze haar studie in de Verenigde Staten, waar ze in 1939 een Master of Arts-diploma behaalde aan de George Washington University.
In 1940 werd Benitez benoemd tot decaan van de faculteit Huishoudkunde van de PWU. Ook werd ze dat jaar voorzitter van de Girl Scouts of the Philippines. Van 1955 tot 1960 was ze directeur van de International Federation of Home Economics. In 1957 richtte Benitez de Bayanihan National Folk Dance Company op. Deze folk dansgroep was in eerste instantie onderdeel van de PWU en groeide onder leiding van nationaal kunstenaar van de Filipijnen Lucrecia Kasilag uit tot een groep van nationale en internationale bekendheid. De groep verzorgde sinds hun oprichting al optredens in vele tientallen landen op alle continenten. In 1966 werd Benitez in navolging van haar moeder benoemd tot president van de PWU. In 1966 was Benitez de eerste Filipina voorzitter van de Commission on the Status of Women van de Verenigde Naties (VN). Ook was ze van 1966 tot 1969 directeur van de International Council of Women
Eind 1967 werd ze bij de senaatsverkiezingen gekozen als lid van de Filipijnse Senaat. In haar termijn van 1968 tot 1973, toen de Senaat werd opgeheven door president Ferdinand Marcos, was ze verantwoordelijk voor diverse wetten op het gebied van onderwijs, arbeid en jeugd, familieaangelegenheden, de woningmarkt en het milieu. Ook was ze gedurende haar termijn als senator voorzitter van de Filipijnse delegatie op voor de VN Conferentie over milieu in Zweden in 1972. In 1975 werd ze in Moskou gekozen als eerste vrouwelijke lid van de International Association of Universities. Vijf jaar later werd ze herkozen voor een tweede termijn. In maart 1976 werd ze door president Ferdinand Marcos benoemd tot buitengewoon en gevolmachtigd ambassadeur. Later dat jaar leidde ze de Filipijnse delegatie naar HABITAT, een conferentie van de VN in de Canadese stad Vancouver. Van 1978 tot 1986 was Benitez lid van het Batasang Pambansa, het toenmalige Filipijns parlement.
Helena Benitez ontving vele onderscheidingen. Zo kreeg ze de pauselijke onderscheiding Pro Ecclesia et Pontifice en is ze de eerste Filipina die werd opgenomen in de Orde van Sikatuna, met de rang van Datu. Ze kreeg de onderscheiding uitgereikt door president Fidel Ramos. Ook ontving ze diverse eredoctoraten. Kort voor haar 98-jarige verjaardag werd ze nog geëerd door de Filipijnse Senaat.
Ze overleed op 102-jarige leeftijd.